# Георге Иванов
Вижте пояснителната страница за други личности с името Георги Иванов.
Георге Иванов (на македонска литературна норма: Ѓорге Иванов) е юрист, преподавател по право и политология в Скопския университет и бивш президент на Северна Македония от 12 май 2009 до 12 май 2019 г.

## Биография
Георге Иванов е роден на 2 май 1960 г. във Валандово.

### Образование и научна дейност
Завършва основното и средното си образование в родния си град. През 1982 г. се дипломира в Юридическия факултет на Скопския университет. Продължава обучението си в същия факултет със следдипломни студии. През 1994 г. защитава магистратура на теза: „Гражданското общество – стара тема, нови контрадикции“. Четири години по-късно успешно защитава докторска дисертация, на тема – „Демокрацията в разделените общества“.
През 1995 г. е избран за асистент в Правния факултет на Скопския университет, а през 1998 г. за доцент и преподава Политология и Политическа философия. Една година по-късно е избран за хоноруван професор на следдипломни студии за Югоизточна Европа при Атинския университет. От 2000 г. е член на Съвета на директорите на европейските следдиплони студии по демокрация и човешки права при Болонския университет и координатор на курса по демокрация, изнасян при Сараевския университет. От 2001 г. е ръководител на Политическите студии при Правния факултет на Скопския университет. През 2002 г. е избран за извънреден професор. През 2008 г. е избран за редовен професор. От 2004 до 2008 г. е продекан на Правния факултет. От 2008 г. е председател на Съвета за акредитация на висшето образование в Северна Македония.
Професор Иванов има опит като ръководител на проектите:
- Tempus JEP-41035-2006
- Master Programme in EU Institutions and Policies, Master Programme in Political Management
- Tempus IV ETF-JP-00442-2008 – Example of Excellence in Joint (Degree) Programme Development in South-Eastern-Europe

### Политическа дейност
На президентските избори през 2009 г. е кандидат за президент на РМ, издигнат от управляващата по това време ВМРО-ДПМНЕ. Той печели изборите след балотаж на 5 април, с убедителна преднина пред кандидата на СДСМ Любомир Фръчковски.
На 1 март 2014 г. ВМРО-ДПМНЕ издига Георге Иванов като свой кандидат за спечелване на втори мандат на предстоящите президентски избори през 2014.

### Книги
Има публикувани научни статии в британски, американски и германски научни списания. Също и няколко книги:
- „Гражданско общество“ (на македонска литературна норма: Цивилно општество)
- „Демокрацията в разделените общества: македонският модел“ (на македонска литературна норма: Демократијата во поделените општества: македонскиот модел)
- „Съвременни политически теории“ (на македонска литературна норма: Современи политички теории)
- „Политически теории – Античност“ (на македонска литературна норма: Политички теории – Антика)

## Семейство
Женен е за Мая Иванова, с която имат един син.